# Patissa ochroalis
Patissa ochroalis là một loài bướm đêm trong họ Crambidae.